# Ірландія на зимових Олімпійських іграх 2010
Ірландія на зимових Олімпійських іграх 2010 представлена 6 спортсменами в 4 видах спорту.

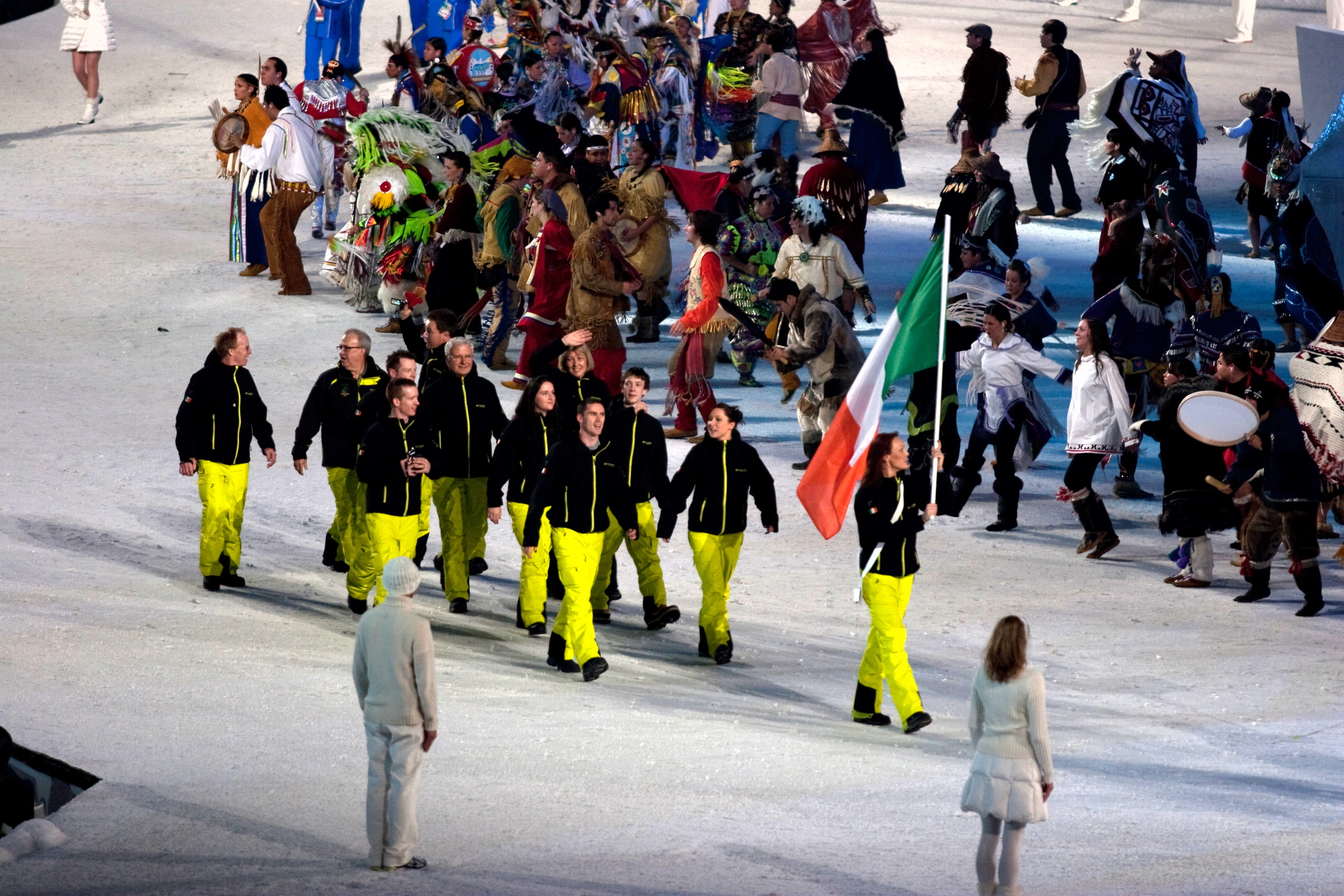
Збірна Ірландії під час Параду націй на церемонії відкриття Олімпіади